# Лозо, Игор
Игор Лозо (хорв. Igor Lozo; род. 2 марта 1984, Сплит) — хорватский футболист, защитник

## Биография

### Клубная карьера
Начал профессиональную карьеру в сплитском «Хайдуке». После играл за «Пулу». Летом 2007 года перешёл в одесский «Черноморец», подписав трёхлетний контракт. Вместе с командой провёл 2 матча в Кубке Интертото, против французского «Ланса». Первый матч в Одессе закончился ничьей (0:0), Лозо отыграл весь матч. Второй матч на стадионе Феликс Боллар моряки проиграли (3:1) и вылетели из турнира. В чемпионате Украины Лозо провёл всего 1 матч, 25 июля 2007 года против донецкого «Металлурга» (0:0), Игор вышел в дополнительное время вместо белоруса Владимира Корытько. В январе 2008 года покинул «Черноморец» и продолжил играть в хорватском «Юнак» (Синь). После играл в американском «Чикаго Файр», но в команде не заиграл. Летом 2009 года перешёл в «Меджимурье».

### Карьера в сборной
В составе юношеской сборной Хорватии до 17 лет выступал на чемпионат мира 2001 в Тринидаде и Тобаго. Тогда Хорватия заняла 3 место в группе уступив Австралии и Бразилии и опередив хозяйку чемпионата Тринидад и Тобаго. Лозо провёл 1 матч против Австралии (0:4).
Выступал за сборные Хорватии разных возрастов, также был капитаном.